# Alma Cleve

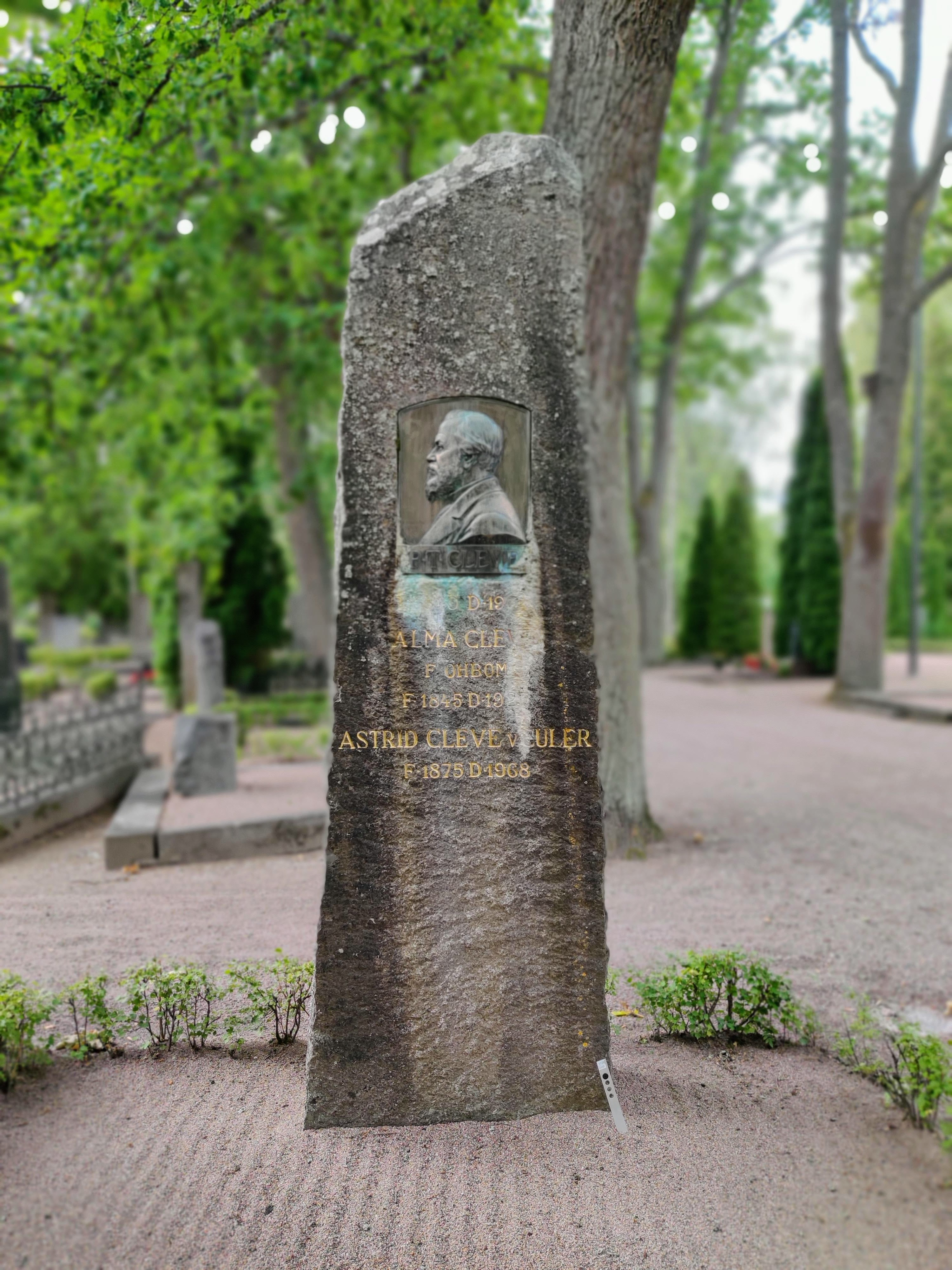
Gravvård Alma Cleve på Uppsala gamla kyrkogård.

Carolina Alma Cleve eller Caralma Cleve, ogift Öhbom, född 15 januari 1845 i Göteborg, död 1927 och begravd 11 oktober 1927 på Uppsala gamla kyrkogård, var en svensk författare. Hon var dotter till kronofogden Kristoffer Öhbom.
Cleve gifte sig 1874 med professor Per Teodor Cleve och blev mor till Astrid Cleve, Agnes Cleve och Célie Brunius. År 1905 blev hon änka och flyttade då efter många år ifrån Uppsala till Stockholm där hon bodde tills hon 1925 flyttade till Lidingö.